# Ciclismo ai Giochi della XXX Olimpiade - Velocità femminile
Le gare di Velocità femminile dei Giochi della XXX Olimpiade furono corse il 5, 6 e 7 agosto al London Velopark, nel Regno Unito. La medaglia d'oro fu vinta dalla australiana Anna Meares.
Vide la partecipazione di 18 atlete.

## Risultati

### Round di qualificazione
Il round di qualificazione servì per decidere gli accoppiamenti degli ottavi di finale.
| Pos. | Atleta             | Tempo  | Media (km/h) | Note |
| ---- | ------------------ | ------ | ------------ | ---- |
| 1    | Victoria Pendleton | 10"724 | 67,139       | OR   |
| 2    | Anna Meares        | 10"805 | 66,635       |      |
| 3    | Guo Shuang         | 11"020 | 65,335       |      |
| 4    | Kristina Vogel     | 11"027 | 65,294       |      |
| 5    | Olga Panarina      | 11"080 | 64,981       |      |
| 6    | Lisandra Guerra    | 11"109 | 64,812       |      |
| 7    | Lee Wai Sze        | 11"203 | 64,268       |      |
| 8    | Simona Krupeckaitė | 11"234 | 64,091       |      |
| 9    | Natasha Hansen     | 11"241 | 64,051       |      |
| 10   | Lyubov Shulika     | 11"319 | 63,609       |      |
| 11   | Willy Kanis        | 11"322 | 63,593       |      |
| 12   | Monique Sullivan   | 11"347 | 63,593       |      |
| 13   | Juliana Gaviria    | 11"376 | 63,291       |      |
| 14   | Lee Hye-jin        | 11"405 | 63,130       |      |
| 15   | Virginie Cueff     | 11"439 | 62,942       |      |
| 16   | Daniela Larreal    | 11"569 | 62,235       |      |
| 17   | Kayono Maeda       | 11"600 | 62,068       |      |
| 18   | Ekaterina Gnidenko | 11"649 | 61,807       |      |

### Primo turno
Le vincitrici di ogni gara sono passate al secondo turno, le altre ai ripescaggi.
| Manche | Atleta             | Tempo  | Pos. | Note |
| ------ | ------------------ | ------ | ---- | ---- |
| 1      | Victoria Pendleton | 11"775 | 1    | Q    |
| 1      | Ekaterina Gnidenko | -      | 2    |      |
| 2      | Anna Meares        | 11"800 | 1    | Q    |
| 2      | Kayono Maeda       | -      | 2    |      |
| 3      | Guo Shuang         | 11"371 | 1    | Q    |
| 3      | Daniela Larreal    | -      | 2    |      |
| 4      | Kristina Vogel     | 11"605 | 1    | Q    |
| 4      | Virginie Cueff     | -      | 2    |      |
| 5      | Olga Panarina      | 11"608 | 1    | Q    |
| 5      | Lee Hye-jin        | -      | 2    |      |
| 6      | Lisandra Guerra    | 11"390 | 1    | Q    |
| 6      | Juliana Gaviria    | -      | 2    |      |
| 7      | Lee Wai Sze        | 11"300 | 1    | Q    |
| 7      | Monique Sullivan   | -      | 2    |      |
| 8      | Simona Krupeckaitė | 11"528 | 1    | Q    |
| 8      | Willy Kanis        | -      | 2    |      |
| 9      | Lyubov Shulika     | 11"808 | 1    | Q    |
| 9      | Natasha Hansen     | -      | 2    |      |

#### Ripescaggio primo turno
Le nove cicliste sconfitte gareggiarono nei ripescaggi in gare da tre atlete ognuna; le vincitrici passarono ai secondo turno.
| Manche | Atleta             | Tempo  | Pos. | Note |
| ------ | ------------------ | ------ | ---- | ---- |
| 1      | Natasha Hansen     | 11"882 | 1    | Q    |
| 1      | Juliana Gaviria    | -      | 2    |      |
| 1      | Ekaterina Gnidenko | -      | 3    |      |
| 2      | Monique Sullivan   | 11"572 | 1    | Q    |
| 2      | Lee Hye-jin        | -      | 2    |      |
| 2      | Kayono Maeda       | -      | 3    |      |
| 3      | Willy Kanis        | 11"643 | 1    | Q    |
| 3      | Virginie Cueff     | -      | 2    |      |
| 3      | Daniela Larreal    | -      | 3    |      |

### Secondo turno
Le vincitrici di ogni gara sono passate ai quarti, le altre ai ripescaggi.
| Manche | Atleta             | Tempo  | Pos. | Note |
| ------ | ------------------ | ------ | ---- | ---- |
| 1      | Victoria Pendleton | 11"840 | 1    | Q    |
| 1      | Willy Kanis        | -      | 2    |      |
| 2      | Anna Meares        | 11"566 | 1    | Q    |
| 2      | Monique Sullivan   | -      | 2    |      |
| 3      | Guo Shuang         | 11"431 | 1    | Q    |
| 3      | Natasha Hansen     | -      | 2    |      |
| 4      | Kristina Vogel     | 11"547 | 1    | Q    |
| 4      | Lyubov Shulika     | -      | 2    |      |
| 5      | Simona Krupeckaitė | 11"486 | 1    | Q    |
| 5      | Olga Panarina      | -      | 2    |      |
| 6      | Lisandra Guerra    | 11"485 | 1    | Q    |
| 6      | Lee Wai Sze        | -      | 2    |      |

#### Ripescaggio secondo turnoi
Le sei cicliste sconfitte gareggiarono nei ripescaggi in gare da tre atlete ognuna; le vincitrici passarono ai quarti.
| Manche | Atleta           | Tempo  | Pos. | Note |
| ------ | ---------------- | ------ | ---- | ---- |
| 1      | Lyubov Shulika   | 11"461 | 1    | Q    |
| 1      | Willy Kanis      | -      | 2    |      |
| 1      | Lee Wai Sze      | -      | 3    |      |
| 2      | Olga Panarina    | 11"443 | 1    | Q    |
| 2      | Monique Sullivan | -      | 2    |      |
| 2      | Natasha Hansen   | -      | 3    |      |

### Quarti
Passarono al turno successivo le cicliste che sconfissero il loro avversario due volte.
| Manche | Atleta             | Manche1 | Manche2 | Spareggio | Pos. | Note |
| ------ | ------------------ | ------- | ------- | --------- | ---- | ---- |
| 1      | Victoria Pendleton | 11"226  | 11"339  |           | 1    | Q    |
| 1      | Olga Panarina      |         |         |           | 2    |      |
| 2      | Anna Meares        | 11"465  | 11"573  |           | 1    | Q    |
| 2      | Lyubov Shulika     |         |         |           | 2    |      |
| 3      | Guo Shuang         |         | 11"283  | 11"337    | 1    | Q    |
| 3      | Lisandra Guerra    | 11"536  |         |           | 2    |      |
| 4      | Kristina Vogel     | 11"541  | 11"568  |           | 1    | Q    |
| 4      | Simona Krupeckaitė |         |         |           | 2    |      |

### Semifinali
| Manche | Atleta             | Manche1 | Manche2 | Pos. | Note |
| ------ | ------------------ | ------- | ------- | ---- | ---- |
| 1      | Victoria Pendleton | 11"481  | 11"538  | 1    | Q    |
| 1      | Kristina Vogel     |         |         | 2    |      |
| 2      | Anna Meares        | 11"683  | 11"284  | 1    | Q    |
| 2      | Guo Shuang         |         |         | 2    |      |

### Turno finale

#### 9º – 12º posto
| Pos. | Atleta           | Tempo  | Note |
| ---- | ---------------- | ------ | ---- |
| 9    | Willy Kanis      | 11"852 |      |
| 10   | Lee Wai Sze      |        |      |
| 11   | Monique Sullivan |        |      |
| 12   | Natasha Hansen   |        |      |

#### 5º – 8º posto
| Pos. | Atleta             | Tempo  | Note |
| ---- | ------------------ | ------ | ---- |
| 5    | Simona Krupeckaitė | 11"812 |      |
| 6    | Lisandra Guerra    |        |      |
| 7    | Lyubov Shulika     |        |      |
| 8    | Olga Panarina      |        |      |

#### 1º – 4º posto
Gara per l'oro
| Pos. | Atleta             | Manche1 | Manche2 | Note |
| ---- | ------------------ | ------- | ------- | ---- |
| 1    | Anna Meares        | 11"218  | 11"348  |      |
| 2    | Victoria Pendleton |         |         |      |

Gara per il bronzo
| Pos. | Atleta         | Manche1 | Manche2 | Note |
| ---- | -------------- | ------- | ------- | ---- |
| 3    | Guo Shuang     | 11"532  | 11"591  |      |
| 4    | Kristina Vogel |         |         |      |